# چی چووپی، شهرستان ترزبنیکا
چی چووپی، شهرستان ترزبنیکا (به لاتین: Trzy Chałupy, Trzebnica County) یک روستای لهستان در لهستان است که در Gmina Trzebnica واقع شده‌است.